# Telescopi Òptic Nòrdic

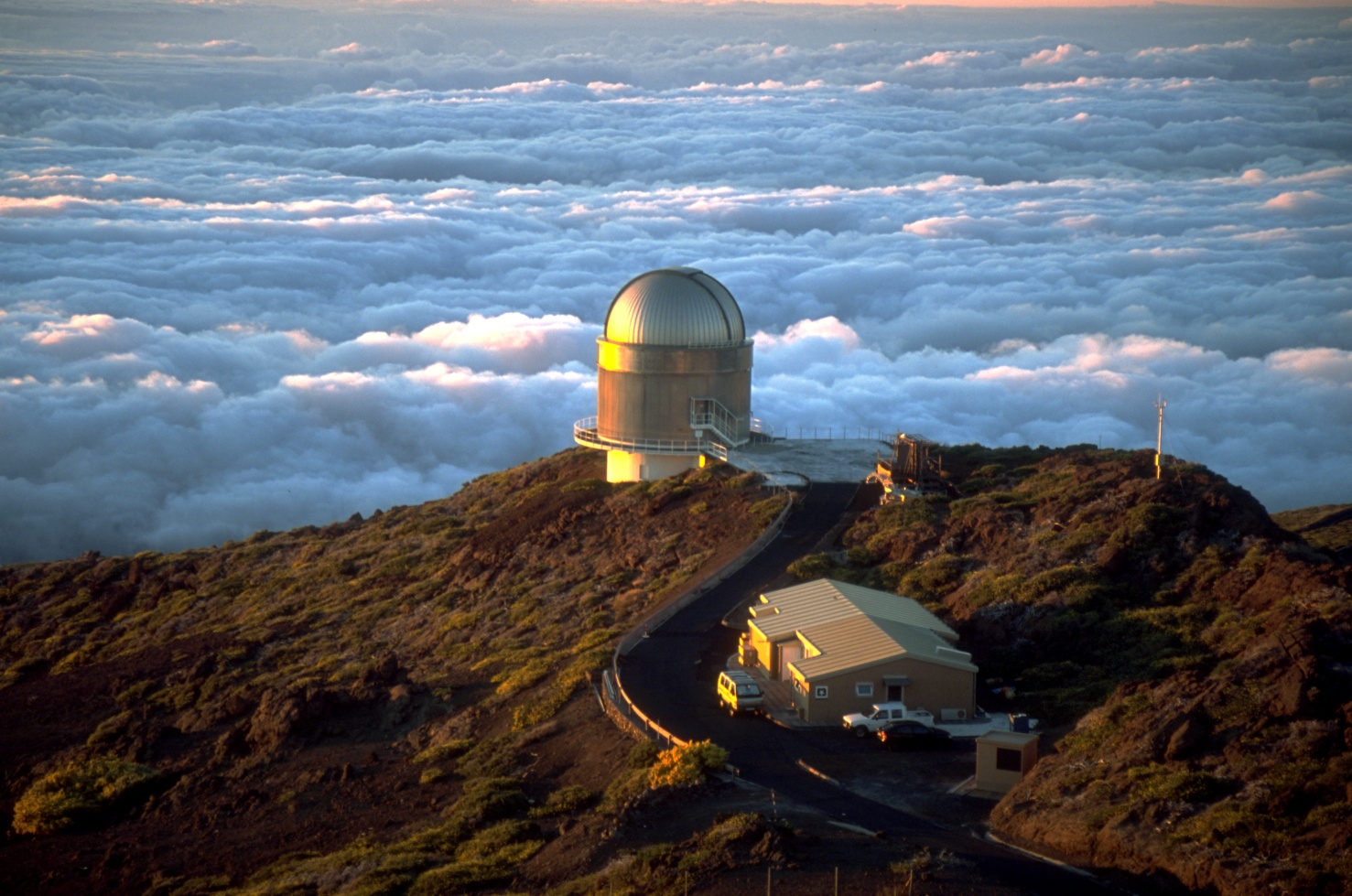
El mòdul de servei i la cúpula del NOT a l'Observatori del Roque de los Muchachos, La Palma.

El Telescopi Òptic Nòrdic (Nordic Optical Telescope NOT, en anglès) és un telescopi astronòmic localitzat a l'Observatori de Roque de los Muchachos, al cim més alt de La Palma, a les Illes Canàries.
La mida de la cúpula està molt ajustat al del mateix telescopi i això fa que l'edifici tingui un disseny particular, perquè tant la plataforma metàl·lica on està muntat el telescopi com tot l'edifici de la cúpula giren de manera que l'escletxa d'aquesta s'alinea sempre amb el telescopi. En la majoria dels telescopis només trencada la part alta-semiesfèrica-de la cúpula, però l'edifici roman quiet. El particular disseny de l'NOT fa que, per exemple, no hi hagi serveis dins de l'edifici i hagi de sortir en plena nit i gairebé a les fosques a un edifici proper. Com es veu en la fotografia, hi ha una escala que també gira amb l'edifici. L'escala té en el seu últim esglaó, abans de tocar terra ferma, una cèl·lula fotoelèctrica, que, en cas que s'interrompi el seu feu, fa que l'edifici s'aturi (podria ser que algú hagués caigut i això evita riscos de ser arrossegat). Us asseguro que els salts que un dona de nit per evitar interceptar el feix són d'allò més curiosos.
La seva primera observació va tenir lloc en 1988, començat a funcionar plenament en 1989. Està dirigit per un comitè format per Dinamarca, Suècia, Islàndia, Noruega i Finlàndia, però qualsevol astrònom de qualsevol nacionalitat pot usar-lo segons acords internacionals. Es tracta d'un telescopi de 2,56 metres amb la següent instrumentació:
- ALFOSC - Espectògraf d'objectes difusos, amb una càmera de 4 Megapíxels.
- NOTcam - Càmera i espectògraf de llamps infrarojos HgCdTe Hawaii d'1 Megapíxel.
- MOSCA - Càmera CCD de 16 Megapíxels.
- SOFIN - Espectògraf CCD d'alta resolució (fins a R=170.000).
- StanCam - Càmera CCD permanent d'1 Megapíxel.
- LuckyCam - Càmera d'alta velocitat i sota soroll L3Vision para imatges afortunades.
- TURPOL - Fotopolarímetre.
- UBVRI FIES - Espectrògraf Echelle d'alta resolució (fins a R=60.000) i gran estabilitat tèrmica i mecànica.